# 幸町 (川越市)
幸町（さいわいちょう）は、埼玉県川越市の町名。郵便番号は350-0063。

## 地理
川越市の中心部に位置する。時の鐘があり、観光客が多く訪れる。

## 交通

### 道路
- 埼玉県道246号川越市停車場線

## 施設
- 時の鐘
- 旧八十五銀行本店本館
- 法善院 - 真宗大谷派の仏教寺院。
- 長喜院 - 曹洞宗の仏教寺院。山号は冷月山。
- 雪塚稲荷神社